# Отровне стреле
Отровне стреле биле су кроз историју популарно оружје Старих Грка (помињу се у Илијади и Одисеји), Германа, Словена и америчких Индијанаца. Коришћење отрова за стреле било је тако популарно у старом веку, да је латинска реч за отров (токсин) настала од грчке речи за стрелу (грч. ῑοξευμα- токсеума).

## Врсте отрова
У јужној Европи као отров за стреле употребљавани су сокови лијандера, бунике, татуле, велебиља и чемерике. Најпознатији отров за стреле је кураре, који справљају индијанска племена Јужне Америке са подручја Амазона и Оринока.

### На Балкану
У средњовековним српским областима стреле су умакане у биљни и змијски отров. Мркојевићи код Бара употребили су 1559. стреле премазане отровном биљком једићем (лат. Aconitum napellus).